# Neoischnolea papuana
Neoischnolea papuana là một loài bọ cánh cứng trong họ Cerambycidae.